# Курчевский, Вадим Владимирович
Вадим Владимирович Курчевский (14 апреля 1928, Коломна, Московская область, РСФСР — 15 августа 1997, Москва, Российская Федерация) — советский режиссёр-мультипликатор, сценарист, телеведущий, писатель, иллюстратор книг, преподаватель. Заслуженный деятель искусств РСФСР (1978).

## Биография
Родители были родом из Коломны и отношения к искусству не имели. Их фамилия изначально звучала как Кучерские, но отцу в ней что-то не нравилось и он сменил её на Курчевские - вероятно, в честь улицы Курчевской, на которой стоял их дом. Мать была домохозяйкой, отец работал инженером, строил фабрики и другие промышленные объекты за границей. После рождения сына семья переехала в Москву и поселилась на Шаболовке. С детства Вадим рисовал бумажных кукол.
После окончания средней школы пытался поступать во Всесоюзный государственный институт кинематографии на отделение  художников мультипликационного фильма, но не прошёл по конкурсу. Через год поступил в Московский институт декоративно-прикладного искусства на факультет скульптуры. Учился под руководством Александра Дейнеки.
В 1953 году, после окончания института, направлен по распределению на работу художником в Загорский Научно-исследовательский институт игрушки.
С 1957 года работал на киностудии «Союзмультфильм» в только что созданном кукольном объединении художником-постановщиком кукольных фильмов, сотрудничал с режиссёрами Владимиром Дегтярёвым, Анатолием Карановичем, Теодором Бунимовичем, Иосифом Боярским, Иваном Ивановым-Вано, Романом Давыдовым.
В 1961 году дебютировал как режиссёр, поставив совместно с Иосифом Боярским мультфильм «Про козла» по пьесе С. Маршака. Затем до 1966 года работал в паре с Николаем Серебряковым. Вместе они задали принципиально иную моду в кукольной мультипликации, отступив от детских сказок в сторону более серьёзных произведений. Стиль мультипликационных картин также стал более условным и новаторским.

В 1966 году самостоятельно снял трогательный мультфильм «Мой зелёный крокодил».
Постепенно, от мультфильма к мультфильму, Вадим Курчевский вырабатывал свой индивидуальный почерк построения цветовой драматургии фильма, насыщая фон, декорации и персонажей живописными мазками, совершенствовал свою технику «оживления» живописи средствами объёмной мультипликации. Перед зрителем игра и «жизнь» кукольных героев была неразрывно вплетена в атмосферу живописной среды.
Как режиссёр ставил преимущественно кукольные фильмы, работал с художниками Ольгой Гвоздёвой, Алиной Спешневой, Ириной Доброницкой (Ленниковой), Ниной Виноградовой, со своей дочерью Мариной Курчевской, Аркадием Мелик-Саркисяном, Теодором Тэжиком и другими.
Кроме того, возглавлял мастерскую во ВГИКе, преподавал на Высших курсах сценаристов и режиссеров,  вёл уроки рисунка в школе, оформлял детские спектакли и работал художником-иллюстратором в детских изданиях.
В качестве ведущего дебютировал на ЦТ в детской передаче «Дружок Уголёк», которую вёл в паре с артисткой кукольного театра Евой Синельниковой. Более 25 лет был ведущим телепередачи «Выставка Буратино» (1958—1985 г.), в которой обучал детей рисованию, и для которой он сам писал все сценарии. Было выпущено около 135 передач, в которых, кроме нескольких последних, Ева Синельникова вела куклу Буратино. После эмиграции Синельниковой в 1980 г., почти все записи передач были уничтожены.
Скончался 15 августа 1997 года после продолжительной болезни. Похоронен на Даниловском кладбище.

## Сочинения
В 2014 году вышла в свет книга В. В. Курчевского «Ключи к экранному творчеству. Рассказы о мультипликации», изданная Московским детским фондом при финансовой поддержке Комитета общественных связей города Москвы. Фактически, это исследование, написанное в начале 1990 годов, стало первым и пока единственным в современной России авторским изложением истории отечественного мультипликационного искусства.
В любом человеке из «мира взрослых» в глубине таится ребёнок.
Глубоко убеждён, что мультипликационный фильм в кинематографе – это как поэзия в большой литературе. У нас с поэтами общий строительный материал – лаконизм, точность замысла, гипербола, метафора, ритм…Вадим Курчевский

## Память
- Творчеству Вадима Курчевского посвящён фильм «В созвездии Курчевского» 2003 года в сериале «Союзмультфильм — сказки и были»[7][8].
- В 2008 году вышел документальный фильм о жизни и творчестве мастера «Человек в кадре: Вадим Курчевский».

## Награды[9]
- 1963 — «Хочу быть отважным» — Диплом VI Международного фестиваля документальных и экспериментальных фильмов в Монтевидео, 1965;
- 1967 — «Легенда о Григе» — Диплом XIII МФ к/м фильмов в Оберхаузене, (ФРГ), 1967;
- 1968 — «Франтишек» — Приз «Серебряный пеликан» II МФАФ в Мамайе (Румыния), 1968.
- 1970 — МКФ неигрового и анимационного кино в Лейпциге — Премия «Золотой голубь» (1970 Юноша Фридрих Энгельс)
- 1971 — МКФ к/м фильмов в Оберхаузене — Премия международного Жюри народных университетов (1970 Юноша Фридрих Энгельс)

## Фильмография

### Режиссёр
- «Про козла» (1960)
- «Хочу быть отважным» (1963)
- «Жизнь и страдания Ивана Семёнова» (1964)
- «Ни богу ни чёрту» (1965)
- «Мой зелёный крокодил» (1966)
- «Легенда о Григе» (1967)
- «Франтишек» (1967)
- «Ничто не забыто» (1968)
- «Золотой мальчик» (1969)
- «Юноша Фридрих Энгельс» (1970)
- «Я нарисую солнце» (1970)
- «Мастер из Кламси» (1972)
- «Немухинские музыканты» (1973)
- «Садко богатый» (1975)
- «Крымское игристое» (по заказу Внешторгрекламы) (1975)[10]
- «Ночь весны» (1976)
- «Тайна запечного сверчка» (1977)
- «Пер Гюнт» (1979)
- «До свидания, овраг» (1981)
- «Бедокуры» (1982)
- «Неприятности» (1982)
- «Солдатский кафтан» (1983)
- «Заячий хвостик» (1984)
- «Легенда о Сальери» (1986)
- «Освобождённый Дон Кихот» (1987)

### Сценарист
- «Прочти и катай в Париж и Китай» (1960)
- «Бомбора» (1968)
- «Золотой мальчик» (1969)
- «Юноша Фридрих Энгельс» (1970)
- «Бомбора начинает учиться» (1973)
- «Догада» (1977)
- «Тайна запечного сверчка» (1977)
- «Пер Гюнт» (1979)
- «Про Ерша Ершовича» (1979)
- «Девочка + дракон» (1983)
- «Малиновое варенье» (1983)
- «Забытый день рождения» (1984)
- «Крококот» (1985)
- «Легенда о Сальери» (1986)
- «Снегопад из холодильника» (1986)
- «Уроки музыки» (1986)
- «Вреднюга» (1987)
- «Солдатский долг» (1988)
- «Ослик» (1990)

### Художник-постановщик
- «Краса ненаглядная» (1958)
- «Три медведя» (1958)
- «Вернулся служивый домой» (1959)
- «Необычный кросс» (1959)?[11]
- «Пересолил» (1959)
- «Прочти и катай в Париж и Китай» (1960)
- «Про козла» (1960)
- «Новичок» (1961)
- «Окна сатиры» (1961)
- «Летающий пролетарий» (1962)
- «Хочу быть отважным» (1963)
- «Жизнь и страдания Ивана Семёнова» (1964)
- «Ни богу, ни чёрту» (1965)
- «Легенда о Григе» (1967)
- «Юноша Фридрих Энгельс» (1970)

### Работа над фильмом
- «Солдат и сад» (1980)

## Иллюстратор книг
- «Дядя Стёпа». Сергей Михалков (издательство «Малыш», 1965)
- «Доктор Айболит». Корней Чуковский (издательство «Малыш», 1976)
- «Часы с кукушкой». Софья Прокофьева (издательство «Малыш», 1977)
- «Теремок». Русская народная сказка (издательство «Малыш», 1980)
- «Пудель». С. Я. Маршак (издательство «Малыш», 1985)
- «Художник и куклы» (издательство «Малыш», 1989)
- «Крокодил» Чуковский К. И. (издательство «Малыш», 1990)
- «Приключения Нодди» Энид Блайтон (издательство «Малыш», 1991)